# 物袋綾子
物袋 綾子（もって あやこ、1980年3月7日 - ）は、日本のナレーター。オフィスアール所属。

## 来歴
東京都出身。筑波大学第三学群国際総合学類卒業。特技は二胡。
大学を卒業後、2002年4月に岩手めんこいテレビに入社。報道部に配属され、同局の報道記者兼アナウンサーになる。同局在籍時には、岩手県警記者クラブに所属していた。
退社後、2005年4月から2009年3月31日まで秋田放送のアナウンサーを務めていた。
その後は帰京して同時に放送業界から離れ、大手酒類メーカー の人事総務部門に8年ほど勤務していたが、業務の一環で再びナレーションの仕事をしたのを機に放送業界に復帰。ナレータープロダクションの洒落（しゃらく） に所属した後、同業のオフィスアールへ移籍した。

## 出演

### テレビ番組
- FNS27時間テレビ（フジテレビ）
- 女子アナスペシャル（フジテレビ）
- mitスーパーニュース（岩手めんこいテレビ） - 天気予報担当
- 山・海・積（岩手めんこいテレビ）
- アマタケカップ アマチュアレディースゴルフトーナメント（岩手めんこいテレビ）
- 24時間テレビ 「愛は地球を救う」（日本テレビ） - 秋田中継担当
- NNN Newsリアルタイム（日本テレビ） - 秋田中継担当
- 情報ライブ ミヤネ屋（読売テレビ） - 秋田中継担当
- ABSワイドゆう（秋田放送） - 火曜・水曜担当
- ゆうドキっ!（秋田放送）
- ドキっ！ドキっ！ヨンチャン情報（秋田放送）

### ラジオ番組
- あさ採りワイド秋田便内 歌のない歌謡曲（企画ネット番組）
- 楽旅情報局（ABSラジオ）
- 元気満タン秋田だwin2（ABSラジオ）
- ごくじょうラジオ（ABSラジオ） - 水曜担当
- 童話の散歩道（火曜会） - 朗読
- 新光証券 日本全国企業レポート（企画ネット番組）

### その他
- 会いたい人への旅（JTB） - リポーター・ナレーション兼務

### ナレーション
- ABSスペシャル「一輪車の妖精たち」「菅義偉総務大臣就任」「タライとギターとセンベイと〜住む街と向き合って〜」（秋田放送）
- 発見!人間力〜ふるさとは男鹿鬼の太鼓〜（秋田放送）
- FNN みんなのニュース Weekend（フジテレビ）
- ノンストップ!（フジテレビ） - ナレーション・ボイスオーバー兼務
- ビジネスボード（BSフジ）
- ふるさとサイエンス・ふしぎのトビラ（東北放送）
- みんなのニュース（フジテレビ） - ボイスオーバー
- スッキリ（日本テレビ） - ボイスオーバー

## その他の活動

### 制作協力
- スーパープレミアム「探検！ツタンカーメン王墓」（NHK BSプレミアム）